# Vejlby Stadion
Lo stadio Vejlby, in danese Vejlby Stadion, è un impianto sportivo della capacità di 5 000 posti, dei quali 300 a sedere, adibito principalmente a stadio di calcio sito a Risskov, quartiere e distretto della città costiera di Aarhus sulla penisola dello Jutland, in Danimarca.
Nell'impianto si disputano gli incontri casalinghi del VSK Aarhus, squadra di 2. Division, terzo livello maschile del campionato danese di calcio e fusione tra gli ex usufruttuari dello stadio, Skovbakken e Vejlby IK, e dell'AGF Fodbold femminile, squadra che disputa l'Elitedivisionen, massimo livello del campionato nazionale di categoria.
Costruito nel 1969, fa parte di un più ampio complesso sportivo, chiamato Vejlby-Risskov Idrætscenter di proprietà del Comune di Aarhus.
Il record di presenze al Vejlby Stadion avvenne il 7 settembre 1978, quando lo Skovbakken affrontò i rivali locali dell'Aarhus (AGF) nel campionato di 1. division 1978, l'allora denominazione dell'attuale Superligaen. In quell'occasione la squadra di casa perse l'incontro per 4-2 davanti a 11 763 spettatori.